# Джефф Салзенстейн
Джефф Салзенстейн (англ. Jeff Salzenstein; нар. 14 жовтня 1973) — колишній американський тенісист.
Найвищу одиночну позицію світового рейтингу — 100 місце досяг 7 червня 2004, парну — 68 місце — 3 листопада 1997 року.
Здобув 5 одиночних та 6 парних титулів.
Найвищим досягненням на турнірах Великого шолома було 3 коло в парному розряді.
Завершив кар'єру 2007 року.

## Фінали турнірів ATP за кар'єру

### Парний розряд: 1 (1 поразка)
| Легенда                         |
| ------------------------------- |
| Турніри Великого шлема (0–0)    |
| Фінали Світового туру ATP (0–0) |
| Серія Мастерс ATP (0–0)         |
| Серія турнірів ATP (0–0)        |
| Світова серія ATP (0–1)         |

| Фінали за покриттям |
| ------------------- |
| Тверде (0–0)        |
| Ґрунт (0–1)         |
| Трава (0–0)         |
| Килим (0–0)         |

| Фінали за типом корту |
| --------------------- |
| Відкритий корт (0–1)  |
| Закритий корт (0–0)   |

| Результат | В-П | Дата     | Турнір       | Рівень        | Покриття | Партнер       | Суперники                  | Рахунок       |
| --------- | --- | -------- | ------------ | ------------- | -------- | ------------- | -------------------------- | ------------- |
| Поразка   | 0–1 | Кві 1997 | Орландо, США | Світова серія | Ґрунт    | Алекс О'Браєн | Марк Мерклейн Вінс Спейдія | 4–6, 6–4, 4–6 |

## Фінали ATP Челленджер і ITF Ф'ючерс

### Одиночний розряд: 8 (5–3)
| Легенда              |
| -------------------- |
| ATP Челленджер (5–3) |
| ITF Ф'ючерс (0–0)    |

| Фінали за покриттям |
| ------------------- |
| Тверде (5–2)        |
| Ґрунт (0–0)         |
| Трава (0–0)         |
| Килим (0–1)         |

| Результат | В-П | Дата     | Турнір                | Рівень     | Покриття | Суперник        | Рахунок       |
| --------- | --- | -------- | --------------------- | ---------- | -------- | --------------- | ------------- |
| Поразка   | 0–1 | Лис 1996 | Ноймюнстер, Німеччина | Челленджер | Килим    | Арне Томс       | 4–6, 4–6      |
| Перемога  | 1–1 | Чер 2000 | Таллахассі, США       | Челленджер | Тверде   | Кевін Кім       | 6–3, 6–2      |
| Перемога  | 2–1 | Гру 2000 | Урбана, США           | Челленджер | Тверде   | Антоні Дюпюї    | 7–6(7–4), 6–4 |
| Перемога  | 3–1 | Лип 2001 | Аптос, США            | Челленджер | Тверде   | Джефф Моррісон  | 7–6(7–3), 6–4 |
| Поразка   | 3–2 | Чер 2003 | Атлантік-Сіті, США    | Челленджер | Тверде   | Б'єрн Ренквіст  | 4–6, 4–6      |
| Перемога  | 4–2 | Лип 2003 | Аптос, США            | Челленджер | Тверде   | Дмитро Турсунов | 5–7, 7–5, 6–4 |
| Поразка   | 4–3 | Сер 2003 | Денвер, США           | Челленджер | Тверде   | Арвінд Пармар   | 4–6, 4–6      |
| Перемога  | 5–3 | Кві 2004 | Леон, Мексика         | Челленджер | Тверде   | Веслі Муді      | 6–3, 3–6, 7–5 |

### Парний розряд: 9 (6–3)
| Легенда              |
| -------------------- |
| ATP Челленджер (6–3) |
| ITF Ф'ючерс (0–0)    |

| Фінали за покриттям |
| ------------------- |
| Тверде (5–3)        |
| Ґрунт (1–0)         |
| Трава (0–0)         |
| Килим (0–0)         |

| Результат | В-П | Дата     | Турнір               | Рівень     | Покриття | Партнер             | Суперники                       | Рахунок                 |
| --------- | --- | -------- | -------------------- | ---------- | -------- | ------------------- | ------------------------------- | ----------------------- |
| Перемога  | 1–0 | Сер 1996 | Бінгемтон, США       | Челленджер | Тверде   | Джастін Гімелстоб   | Девід Ділуша Кенні Торн         | 6–2, 6–4                |
| Поразка   | 1–1 | Гру 1996 | Амарилло, США        | Челленджер | Тверде   | Джастін Гімелстоб   | Максим Мирний Кевін Ульєтт      | 3–6, 4–6                |
| Перемога  | 2–1 | Гру 1996 | Дейтона-Біч, США     | Челленджер | Тверде   | Джастін Гімелстоб   | Чад Кларк Марк Мерклейн         | 7–6, 3–6, 7–5           |
| Перемога  | 3–1 | Тра 1997 | Дрезден, Німеччина   | Челленджер | Ґрунт    | Марк Мерклейн       | Сесіл Маміїт Джимі Шиманскі     | 7–6, 6–1                |
| Перемога  | 4–1 | Сер 1997 | Бінгемтон, США       | Челленджер | Тверде   | Браян Макфі         | Емануел Коуту Тамер Ель-Саві    | 7–5, 6–7, 6–3           |
| Перемога  | 5–1 | Жов 1997 | Сан-Антоніо, США     | Челленджер | Тверде   | Даг Флек            | Чад Кларк Брендон Гоук          | 4–6, 6–2, 6–1           |
| Поразка   | 5–2 | Лис 1999 | Пуебла, Мексика      | Челленджер | Тверде   | Джим Томас          | Оскар Ортіс Марко Осоріо        | 1–6, 3–6                |
| Перемога  | 6–2 | Бер 2002 | Салінас, Еквадор     | Челленджер | Тверде   | Брендон Коуп        | Дієґо Веронельї Мартін Родрігес | 6–7(3–7), 6–4, 7–6(7–3) |
| Поразка   | 6–3 | Вер 2003 | Сеул, Південна Корея | Челленджер | Тверде   | Олександр Богомолов | Алекс Кім Лі Хьон Тхек          | 6–1, 1–6, 4–6           |

## Часовий графік результатів
| W | Ф | ПФ | ЧФ | #Р | КТ | К# | P# | DNQ | A | Z# | PO | G | S | B | NMS | NTI | P | NH |

### Одиночний розряд
| Турніри Великого шлему                 |     |     |     |     |     |     |     |     |     |     |     |     |     |       |     |     |
| Відкритий чемпіонат Австралії з тенісу |     |     | К1р |     |     |     | К2р | К1р | К3р | 1р  | К2р | К2р |     | 0 / 1 | 0–1 | 0%  |
| Відкритий чемпіонат Франції з тенісу   |     |     | К1р |     |     |     |     | К3р | К2р | 1р  | К1р |     |     | 0 / 1 | 0–1 | 0%  |
| Вімблдонський турнір                   |     |     | 1р  |     |     | К1р | К3р | К1р | К2р | 1р  |     |     |     | 0 / 2 | 0–2 | 0%  |
| Відкритий чемпіонат США з тенісу       | К2р | К3р | 2р  |     |     | К1р | К1р | К1р | 1р  | К2р |     |     |     | 0 / 2 | 1–2 | 33% |
| В-П                                    | 0–0 | 0–0 | 1–2 | 0–0 | 0–0 | 0–0 | 0–0 | 0–0 | 0–1 | 0–3 | 0–0 | 0–0 | 0–0 | 0 / 6 | 1–6 | 14% |
| Тур ATP Мастерс 1000                   |     |     |     |     |     |     |     |     |     |     |     |     |     |       |     |     |
| Індіан-Веллс                           |     |     |     | К2р |     |     |     |     |     | 1р  | 1р  | 1р  | К1р | 0 / 3 | 0–3 | 0%  |
| Відкритий чемпіонат Маямі з тенісу     | К3р | К2р | 2р  | 1р  | К2р |     | К1р | К1р |     | 1р  | К2р |     |     | 0 /3  | 1–3 | 25% |
| Мастерс Канада                         |     |     |     |     |     |     | К1р | К1р |     | К1р |     |     |     | 0 / 0 | 0–0 | –   |
| Мастерс Цинциннаті                     |     |     |     |     |     | К2р | К1р |     | К2р | К2р |     |     |     | 0 / 0 | 0–0 | –   |
| В-П                                    | 0–0 | 0–0 | 1–1 | 0–1 | 0–0 | 0–0 | 0–0 | 0–0 | 0–0 | 0–2 | 0–1 | 0–1 | 0–0 | 0 / 6 | 1–6 | 14% |